# 美丽心灵 (书本)
美丽心灵（A Beautiful Mind，1998) 是一本有關数学家约翰·福布斯·纳什的傳記，作者是哥伦比亚大学新闻学教授西尔维亚·娜萨。這部著作於1998年获得美国国家书评人协会奖並且入圍紐約時報暢銷書榜 。該人物傳記后来於2001年被改编成同名电影。不過該著作未经约翰·福布斯·纳什本人授权，而且西尔维亚·娜萨在寫作時也沒有邀請约翰·福布斯·纳什參與撰稿。

## 內容
這本著作從约翰·福布斯·纳什的童年开始講起，當中提到了纳什在普林斯顿大学和麻省理工学院的求學經歷、他在兰德公司的工作經歷、他的家庭以及他与精神分裂症斗争的故事。  這本著作將纳什于1994年获得诺贝尔经济学奖這一事件作為全書的結局。